# Ischnodemus fulvipes
Ischnodemus fulvipes är en insektsart som först beskrevs av De Geer 1773.  Ischnodemus fulvipes ingår i släktet Ischnodemus och familjen Blissidae. Inga underarter finns listade i Catalogue of Life.